# MGK (Automarke)
MGK war eine brasilianische Automarke.

## Markengeschichte
Ein Unternehmen, dessen Sitz wahrscheinlich im Bundesstaat Rio de Janeiro lag, stellte in den ersten Jahren der 1980er Jahre Automobile her. Der Markenname lautete MGK.

## Fahrzeuge
Das einzige Modell war ein VW-Buggy. Die offene Karosserie ohne Türen hatte relativ hohe Seitenschweller. Hinter den vorderen Sitzen war ein Überrollbügel. Die runden Scheinwerfer waren freistehend.